# Никола Герджиков
Никола Георгиев Герджиков е български революционер от Копривщица.
Син е на Георги Иванов Герджиков (р. 1804). Заедно с група копривщенски младежи участва в Сръбско-Турската война (1876) като доброволец в Цетинския Черногорски отряд. През Руско-Турската война (1877 – 1878) е в I дружина на Българското опълчение под командването на Константин Кесяков и в III батальон на Руско-българската бригада. За участието си в боевете при Шипченския връх „Св. Никола“ и тези при Стара Загора е награден с три руски ордена за храброст. На връх „Св. Никола“ по-късно е учреден Парк-музей „Шипка“.
След Освобождението е назначен за полицай в Копривщица и известно време в село Голямо Конаре, Пловдивско. През 1893 г. той отива да нагледа нивите, яхнал коня си, но конят се завърнал сам, без ездач. Няма сведения нито за причината за убийството, нито относно извършителят. Жена му Лала Москова Тумангелова, сестра на Тодор Тумангелов, се заселва след смъртта на Никола в Пловдив, където отглежда трите им деца.